# كلينت بون
كلينت بون (بالإنجليزية: Clint Boon)‏ هو دي جيه وموسيقي بريطاني، ولد في 28 يونيو 1959 في أولدم في المملكة المتحدة.

## وصلات خارجية
- الموقع الرسمي
- كلينت بون على موقع IMDb (الإنجليزية)
- كلينت بون على موقع ميوزك برينز (الإنجليزية)
- كلينت بون على موقع أول ميوزيك (الإنجليزية)
- كلينت بون على موقع ديسكوغز (الإنجليزية)
- كلينت بون على موقع قاعدة بيانات الفيلم (الإنجليزية)